# آرنه هولست
آرنه هولست (بالنرويجية البوكمول: Arne Holst)‏ هو متزلج جماعي نرويجي، ولد في 16 مارس 1904، وتوفي في 27 ديسمبر 1991.

## وصلات خارجية
- آرنه هولست على موقع أوليمبيديا (الإنجليزية)